# دگرزرهان
دگرزرهان (نام علمی: Heterostraci) نام یک زیررده از زیرشاخه مهره‌داران است.